# Кен Оман
Кен Оман (англ. Ken Oman, нар. 29 липня 1982, Дублін) — ірландський футболіст, захисник клубу «Портадаун».
Насамперед відомий виступами за клуб «Богеміанс», а також молодіжну збірну Ірландії.
Дворазовий володар Кубка Ірландії.

## Клубна кар'єра
У дорослому футболі дебютував 2001 року виступами за команду клубу «Богеміанс», в якій провів п'ять сезонів, взявши участь у 69 матчах чемпіонату.
Своєю грою за цю команду привернув увагу представників тренерського штабу клубу «Деррі Сіті», до складу якого приєднався 2006 року. Відіграв за команду з Деррі наступні один сезон своєї ігрової кар'єри.
Протягом 2007–2010 років знову захищав кольори команди клубу «Богеміанс».
До складу клубу «Шемрок Роверс» приєднався 2011 року. Відіграв за команду з Дубліна 81 матч в національному чемпіонаті.
Сезон 2014–15 провів у складі клубу «Сент-Патрікс Атлетік».
З 2015 захищає кольори команди «Портадаун».

## Виступи за збірну
Протягом 2002–2003 років залучався до складу молодіжної збірної Ірландії. На молодіжному рівні зіграв у 4 офіційних матчах.

## Титули і досягнення
- Чемпіон Ірландії (3):

«Богеміанс 1905»: 2008, 2009
«Шемрок Роверс»: 2011
- Володар Кубка Ірландії (3):

«Деррі Сіті»: 2006
«Богеміанс 1905»: 2008
«Сент-Патрікс Атлетік»: 2014
- Володар Кубка ірландської ліги (4):

«Деррі Сіті»: 2006, 2007
«Богеміанс 1905»: 2009
«Шемрок Роверс»: 2013
- Володар Кубка Президента (1):

«Сент-Патрікс Атлетік»: 2014